# London Rifle Brigade Cemetery
London Rifle Brigade Cemetery is een Britse militaire begraafplaats met gesneuvelden uit de Eerste Wereldoorlog, gelegen in de Belgische gemeente Komen-Waasten. De begraafplaats ligt ongeveer 650 m ten zuiden van het dorpscentrum van Ploegsteert, langs de weg naar Armentières en werd ontworpen door Charles Holden. Het terrein heeft een lange rechthoekige vorm met een oppervlakte van 1.836 m² en is omgeven door een natuurstenen muur. Ze wordt onderhouden door de Commonwealth War Graves Commission. Er liggen 353 doden begraven.

## Geschiedenis
De begraafplaats werd aangelegd door eenheden van de 4th Division in december 1914. Ze werd tot maart 1918 gebruikt door gevechtseenheden en hulpposten (Field Ambulances). Enkele Duitse graven dateren van april en mei 1918 toen deze plaats t.g.v. het Duitse lenteoffensief in vijandelijke handen viel. In oktober 1918 werden nog twee Britse graven bijgezet. De naam werd gegeven door de London Rifle Brigade die hier tijdens de eerste drie maanden van 1915, 22 van hun manschappen hebben begraven.
Er liggen nu 263 Britten, 38 Australiërs, 34 Nieuw-Zeelanders en 18 Duitsers begraven.
In juni 1927 werd door luitenant-generaal H.F.M. Wilson een gedenkplaat (in het noordelijke schuilhuisje) onthuld als herdenking aan de inhuldiging van deze begraafplaats door de bisschop van Londen op Pasen 1915, en voor de 91 officieren en 1.831 manschappen van het regiment die gedurende de oorlog gevallen zijn.

## Graven

### Onderscheiden militairen
- Andrew Stevenson Thompson, onderluitenant bij het Auckland Regiment, N.Z.E.F. werd onderscheiden met de Meritorious Service Medal (MSM).
- korporaal H. Stewart van het South Lancashire Regiment en soldaat J. Hoyle van de Northumberland Fusiliers ontvingen de Military Medal (MM).

### Minderjarige militairen
- korporaal Francis Naylor Parr van het South Lancashire Regiment en soldaat Arthur Horace Greenway van het The Queen's (Royal West Surrey Regiment) waren 17 jaar toen ze sneuvelden.

### Alias
- korporaal J. McCarthy diende onder het alias J. Collins bij de South Wales Borderers.